# Azoth

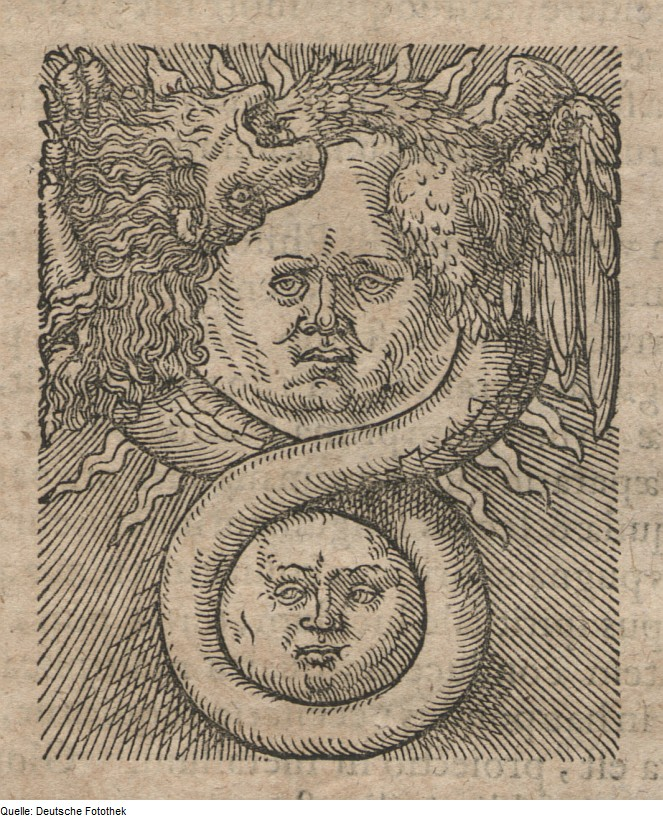
Čtvrtá dřevorytinová kresba z knihy Azoth od Basila Valentina (1613)

Azoth byl v dřívějších dobách považován za univerzální lék či univerzální rozpouštědlo vyhledávané alchymisty (podobně jako jiná alchymická idealizovaná substance, alkahest, který byl stejně jako azoth záměrem, cílem a vizí mnoha alchymických prací). Jeho symbolem byl Caduceus, a tak se ten termín, původně užíván pro okultní formuli vyhledávanou alchymisty, podobně jako kámen mudrců, stal poetickým názvem pro rtuť. Název je ve středověké latině a je alternací pro azoc, původně je však odvozeno z arabského al-zā'būq, což znamená „rtuť“.

## Původ
Azoth je základním činidlem přeměny v alchymii. Tímto označením dávní alchymisté pojmenovali rtuť, oživujícího ducha ukrytého v každé hmotě, která umožňuje transmutaci. Slovo se skládá z prvních písmen latinské abecedy, řecké abecedy a hebrejské abecedy, po nichž následují poslední písmena latinské (Z), řecké (Omega) a hebrejské abecedy (Tav). Toto slovo se objevuje ve spisech mnoha raných alchymistů, jako byli Zosimos z Panopole, Marie Židovka, Olympiodoros a Geber.

### Ve spisech
Slovo Azoth se také vztahuje k Ain Soph (nejvyšší substance) z Kabaly. Manly P. Hall ve svém hlavním díle The Secret Teachings of All Ages (Tajná učení všech věků) vysvětlil tuto spojitost: „Vesmír je obklopen sférou světla neboli hvězd. Za touto sférou je Schamayim, hebrejský výraz pro ‚nebe‘, který jest Boží Ohnivou Vodou, prvním útržkem ze Slova Božího, planoucí řekou, tekoucí z ducha věčné mysli. Schamayim, který je tím ohnivým Androgynem, rozděluje. Jeho Oheň se stává Solárním ohněm a jeho Voda se stává Lunární vodou v našem vesmíru. Schamayim je Univerzální Rtuť neboli Azoth – nezměrný duch života. Tato původní duchovní ohnivá voda přichází skrze Edem (hebrejsky „pára“) a vlévá se do čtyř hlavních řek čtyř Elementů. To pak tvoří Řeku Živoucí Vody – Azoth – čili ohnivou nestálou esenci, která vytéká z trůnu Boha a Krista. V tomto Edemu (parné esenci či mlze) jest prvotní či duchovní Země, nepochopitelný a nehmatatelný prach, z nějž Bůh stvořil Adama Kadmona, duchovní tělo muže, které se musí postupem času plně odhalit.“
Ve své knize Transcendental Magic (Nadpřirozená Magie) Eliphas Lévi píše: „Azoth či Vesmírný Lék jest pro duši nejvyšším významem a absolutní odměnou; pro mysl je matematickou a praktickou pravdou; pro tělo je podstatou, která je kombinací zlata a světla. Ve vyšším či duchovním světe je to Prvotní Hmota Velkého Díla, zdroj alchymistova nadšení a činnosti. V pokročilém či duševním světe je to inteligence a průmysl. V nižším či materialistickém světe je to fyzická práce. Síra, rtuť a Sůl, které, pokud jsou střídavě odpařovány a zpevňovány, vytvářejí Azoth mudrců. Síra odpovídá elementární formě Ohně, rtuť Vzduchu a Vodě, Sůl Zemi.“

## Život a Vesmír

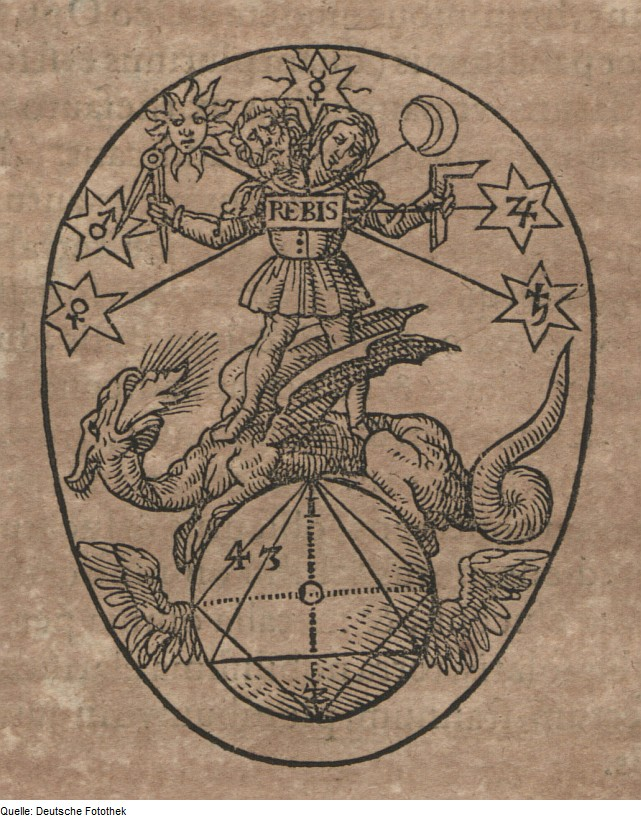
Šestá dřevorytina ze série Azoth od Basila Valentina

Azoth, známý jako Univerzální Rozpouštědlo, Univerzální Lék a Elixír Života (elixir vitae), má ztělesňovat veškerá léčiva, stejně tak jako prvotní principy všech ostatních substancí. Paracelsus, alchymista z 16. století, měl údajně Azothu dosáhnout. Na jeho portrétech, kde drží svůj meč, můžeme nápis „Azoth“ vidět na pochvě nebo rukojeti. Údajně měl tento všelék ukrytý v tajné přihrádce právě v rukojeti, kdyby jej potřeboval v případě nouze nebo pokud by byl raněn v boji. Tvrdil, že to byl „protijed“ proti jakékoli fyzické, mentální či duchovní hrozbě.
Jakožto Univerzální Životní Síla je Azoth nejen oživující energií (spiritus animatus) těla, ale i inspirací
a zanícením, které hýbe myslí. Azoth, který se nachází ve vesmíru a v každém z nás, je tajemnou vývojovou silou, která je zodpovědná za neutuchající zapálení pro fyzickou a duchovní dokonalost. Tudíž je pojem Azoth obdobou světla přírody či Boží mysli.
Protože Azoth obsahuje kompletní vědění celého vesmíru, bývá toto slovo užíváno také jako jiný název pro kámen mudrců. Jednou z nápověd na přípravu Kamene je Ignis et Azoth tibi sufficiunt („Oheň a Azoth jsou dostačující“). Existují záznamy z Great Work of alchemy, kde jsou ezoterické kresby zobrazující Azoth, a také návod k jeho použití. Patří sem Azoth of The Philosophers od Basila Valentina a Hieroglyphic Monad od Johna Dee.
Aleister Crowley považoval termín za reprezentaci jednoty začátku a konce pomocí svázání prvních
a posledních písmen starobylých abeced; A/Alpha/Alef (první písmena latinské, řecké a hebrejské abecedy), Z/O-Omega/Th-Thau (poslední písmena latinské, řecké a hebrejské abecedy). Touto cestou byla symbolizována věčnost a úplnost začátku a konce za účelem povážení největší celistvosti, a tím univerzální spojení protikladů jako zrušení (např. rozpouštědlo) a soudržnost (např. lék), čímž vzniká podobnost s filozofickým „absolutnem“ z Hegelovy dialektiky. Crowley dále ve svých pracích odkazoval na Azoth jako na „tekutinu“ a považoval ji za univerzální rozpouštědlo či univerzální lék středověkých alchymistických filozofů.
Zajímavostí je fakt, že v některých jazycích, zejména slovanských, ale i dalších (italština, francouzština), je azoth názvem pro dusík, ale etymologie se liší (v italštině je to „azoto“, které pochází z řeckého α+ζωή –„bez života“).